# Flabellum marenzelleri
Flabellum marenzelleri är en korallart som beskrevs av Stephen D. Cairns 1989. Flabellum marenzelleri ingår i släktet Flabellum och familjen Flabellidae. Inga underarter finns listade i Catalogue of Life.